# ニコライ・セヴェルツォフ

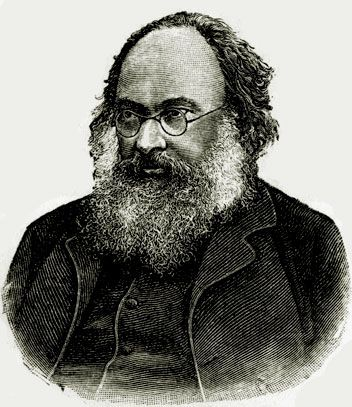
Nikolai Alexejewitsch Sewerzow

ニコライ・アレクセーエヴィチ・セヴェルツォフ（ロシア語: Николай Алексеевич Северцов、Nikolai Alexeyevich Severtsov、1827年11月5日 - 1885年2月7日）はロシアの動物学者、探検家である。天山山脈などを探検した。

## 略歴
ロシア南西部のヴォロネジ州で生まれた。モスクワで博物学を学んだ。1857年から1858年にアラル海・カスピ海地域を探検し、タシュケントの探検隊にも参加した。1867年から1868年にはシルダリヤ川の源流へ天山山脈の探検を行った。この探検では山賊に1月ほど拘束される経験をした。1874年には、アムダリヤ川を探検し、1877年から1878年にはパミール高原の探検隊を率いた。
トルキスタンの動物相の標高などによる地域分布について論文を発表し、多くの新種動物の記載を行った。ヒツジ属の種アルガリの亜種、Ovis ammon severtzoviにはセヴェルツォフの名前が付けられた。鳥類の種や亜種の新種も記載した。アトリ科の鳥、Carpodacus severtzoviやキジ科の鳥、Tetrastes sewerzowiにも名がつけられている。
1885年にドン川の支流で、溺死した。
息子のアレクセイ・ニコラエヴィチ・セヴェルツォフ（Alexei Nikolayevich Severtsov）も動物学者。古生物学者となった。

## 著作
- Reisen in Turkistan (St. Petersburg 1873, 2 Bde.; zum Teil übersetzt in Petermanns Mitteilungen, Ergänzungsheft 42 u. 43, Gotha 1875).
- Zur Frage über die Segmentirung des Kopfmesoderms bei Pelobates fuscus in Bulletin de la Société impériale des naturalistes de Moscou, Bd. VI, Moskau 1892.